# Port lotniczy Ondjiva Pereira
Port lotniczy Ondjiva Pereira – krajowy port lotniczy położony w Ondjiva, w Angoli.

## Linie lotnicze i połączenia
| Linia Lotnicza       | Kierunek                                                                   |
| -------------------- | -------------------------------------------------------------------------- |
| TAAG Angola Airlines | 1. Catumbela 2. Huambo 3. Kuito 4. Luanda 5. Lubango 6. Menongue 7. Namibe |